# Nastagio degli Onesti, quarto episodio
Nastagio degli Onesti, quarto episodio è un dipinto a olio su tavola (83x142 cm) di Sandro Botticelli, databile al 1483 e conservato nella collezione privata a palazzo Pucci a Firenze.

## Storia
La tavola fa parte di una serie di quattro pannelli, forse commissionati da Lorenzo il Magnifico nel 1483 per farne dono a Giannozzo Pucci in occasione del suo matrimonio con Lucrezia Bini di quell'anno. Già conservati a palazzo Pucci, nella seconda metà dell'Ottocento vennero dispersi: tre oggi si trovano al Prado ed uno solo, l'ultimo, è ritornato nella sua collocazione originaria dopo essere stato, tra l'altro, nella Collezione Watney di Charlbury presso Londra.

## Descrizione e stile
La vicenda di Nastagio degli Onesti si trova nel Decameron di Giovanni Boccaccio (giornata quinta, novella ottava) e venne scelta per il contenuto a lieto fine di una vicenda d'amore, in cui una donna, figlia di Paolo Traversari, che rifiutava la corte di Nastagio si ricrede assistendo alla punizione infernale di un'altra donna macchiata del suo stesso peccato di irriconoscenza verso l'amante.
L'ultimo episodio è maestosamente ambientato sotto una serie di archi di trionfo, dove ha sede il banchetto di nozze tra Nastagio e la figlia di Paolo Traversari. Più che la vena narrativa, in questo episodio preme all'autore di rappresentare con sfarzo la celebrazione della ricca borghesia fiorentina, ponendo l'accento sulle preziose stoviglie da parata poste sul tavolino al centro, sull'abbondanza delle vivande portate da eleganti servitori, sull'eleganza delle vesti, sullo sfarzo dell'architettura. 
Lo sfondo mostra infatti una sorta di loggia aperta sul paesaggio, con pilastri di pietra scura dai capitelli dorati su cui si impostano gli archi. Al centro dei pilastri, nei portafiaccola, sono stati inseriti rami di mirto, simbolo dell'amore, mentre più in alto campeggiano, da sinistra, gli stemmi Pucci, Medici e Pucci-Bini. Più arretrato si trova un vero e proprio arco di trionfo all'antica con triplo fornice e bassorilievi sull'attico, ispirato a quelli visti a Roma da Botticelli nel suo recente viaggio per affrescare alcune scene della Cappella Sistina. 
Se la concezione delle quattro scene è dovuta al maestro, l'esecuzione venne in parte delegata agli assistenti di bottega, in particolare Bartolomeo di Giovanni (prime tre scene) e Jacopo del Sellaio (ultima scena).